# Смртни звуци
„Смртни звуци” је  југословенски ТВ филм из 1970. године. Режирала га је Нада Левицки а сценарио је написао Вјекослав Калеб.

## Улоге
| Глумац         | Улога |
| -------------- | ----- |
| Зденка Хершак  |       |
| Перо Квргић    |       |
| Ангел Паласев  |       |
| Мирко Војковић |       |